# じゅもんをあげるよ
「じゅもんをあげるよ」は、ナムコ（後のバンダイナムコゲームス）のパズルゲーム『ことばのパズル もじぴったん』シリーズに使われている曲。作詞：後藤裕之、作曲：神前暁、歌：古原奈々。歌詞は全てひらがなで記述されている。

## 解説
「じゅもんをあげるよ」が初めて使われたのは、2003年1月に発売されたPS2用ソフト『ことばのパズル もじぴったん』である。もともとは、サウンド担当の神前が2人対戦モード用のインストゥルメンタルとして作曲したものだったが、『もじぴったん』のゲームデザイナーである後藤の発案により、歌詞を付けて同ソフトのエンディング曲として使用することになった（CD『ことばのパズル もじぴったん おりじなるさうんどとらっく』のライナーノーツより）。当時の歌詞は１番のみであった。また、同曲はGBA用ソフト『ことばのパズル もじぴったん アドバンス』にも収録されている。
その後、もじぴったんシリーズはPSP版やDS版などが発売され、「ふたりのもじぴったん」など他の人気曲は毎回収録されたが、ゲーム内にエンディングが存在しなかったため「じゅもんをあげるよ」が使われることはなかった。
2008年3月に配信開始されたWiiウェア用ソフト『ことばのパズル もじぴったんWii』で、久しぶりに同曲が使用された。2番以降の歌詞が追加されてフルバージョンとなり、アレンジも変わり、歌も再レコーディングされた。ゲーム中、ある条件を満たすと出現するスタッフクレジットで聴くことができる。
2009年2月、ナムコ『THE IDOLM@STER』の企画CD『THE IDOLM@STER MASTER SPECIAL 01』に、登場キャラクター・高槻やよいの歌うカバーバージョンが収録された。なおやよいによる「もじぴったん」使用曲のカバーは2度目となる（企画アルバム『Your Song』でやよいが「ふたりのもじぴったん」をカバーしている）。
なお2011年現在で、どのバージョンでもJASRACへ管理委託がされていない。JASRACのデータベースには「高槻やよい」名義のカバーのみが登録されているが、それも管理委託されていないことが明記されている。

## バージョン
じゅもんをあげるよ（オリジナル）
- 作詞：後藤裕之
- 作曲・編曲：神前暁
- 歌：古原奈々

2003年発表。歌詞は1番のみ。PS2版『ことばのパズル もじぴったん』使用曲。
CD『ことばのパズル もじぴったん おりじなるさうんどとらっく』収録。
じゅもんをあげるよ（フルバージョン）
- 作詞：後藤裕之
- 作曲・編曲：神前暁
- 歌：古原奈々

2008年発表。Wiiウェア用ソフト『ことばのパズル もじぴったんWii』ならびにWii用ソフト『ことばのパズル もじぴったんWii デラックス』使用曲。
古原奈々が歌唱するフルバージョンとしては、現在のところ、CD化はされていない。
じゅもんをあげるよ（フルバージョン、カバーバージョン）
- 作詞：後藤裕之
- 作曲・編曲：神前暁
- 歌：高槻やよい（声・仁後真耶子）

2009年2月4日発売のCDアルバム『THE IDOLM@STER MASTER SPECIAL 01』収録。